# ۱۱۸۸ (قمری)
۱۱۸۸ (قمری)، هزار و صد و هشتاد و هشتمین سال در گاهشماری هجری قمری است. اول محرم این سال برابر با چهاردهم مارس سال ۱۷۷۴ میلادی است.